# NA-2303
La NA-2303 comunica Badostáin y el barrio pamplonica de Mendillorri con la PA-30 (Ronda de Pamplona) y con el centro de Pamplona. 

## Recorrido
| Denominación | Kilómetro | Salida                  | Carretera               | Dirección                    |
| ------------ | --------- | ----------------------- | ----------------------- | ---------------------------- |
| NA-2303      | 0         |                         | PA-33                   | Sarriguren Pamplona (Centro) |
| NA-2303      | 0         | Travesía de Mendillorri | Travesía de Mendillorri | Travesía de Mendillorri      |
| NA-2303      | 1         |                         | PA-30                   | Noáin Beriáin Zizur Mayor    |
| NA-2303      | 1         |                         | PA-30                   | Olaz Gorraiz Huarte          |
| NA-2303      | 3         | Travesía de Badostáin   | Travesía de Badostáin   | Travesía de Badostáin        |

- Datos: Q12264084